# Асадуллин, Мухамет Зуфарович
Мухамет Зуфарович Асадуллин (16 июля 1955 года, деревня Арларово Макаровского района Башкирской АССР (сейчас Ишимбайского района Республики Башкортостан) — 1 декабря 2009 года, Уфа) — российский инженер и топ-менеджер. «Лауреат премии Правительства Российской Федерации в области науки и техники». Заместитель генерального директора ООО «Баштрансгаз» Кандидат технических наук.
Выпускник Башкирской республиканской гимназии-интерната № 1 имени Рами Гарипова (1972). В 1972—1977 гг прошел обучение в вузе (окончил Уфимский нефтяной институт по специальности «проектирование и эксплуатация газонефтепроводов, газохранилищ и нефтебаз»).
После окончания института — мастер по добыче газа, начальник газокомпрессорного цеха, начальник оперативно-производственной службы Аральского линейного производственного управления магистральных газонефтепроводов производственного объединения «Уралтрансгаз».

## Награды
Рассмотрев предложения Совета по присуждению премий Правительства Российской Федерации в области науки и техники, Правительство Российской Федерации постановляет:
Присудить премии Правительства Российской Федерации 2003 года в области науки и техники и присвоить звание «Лауреат премии Правительства Российской Федерации в области науки и техники»:
….
Асадуллину Мухамету Зуфаровичу, кандидату технических наук, главному инженеру — заместителю генерального директора общества с ограниченной ответственностью «Баштрансгаз»; …..- за создание и внедрение газоперекачивающих агрегатов серии «Урал» для компрессорных станций магистральных газопроводов. (Постановление Правительства РФ от 16.02.2004 N 85)
Орден «Знак Почёта» (1993)